# Łęg Nurski
Łęg Nurski – wieś w Polsce położona w województwie mazowieckim, w powiecie ostrowskim, w gminie Nur.
W latach 1975–1998 miejscowość administracyjnie należała do województwa łomżyńskiego.
Wierni kościoła rzymskokatolickiego należą do parafii św. Jana Apostoła w Nurze.

## Historia
Wieś założona w końcu wieku XVIII, w pobliżu brodu przez rzekę Bug, na gruntach należących do miasta Nur.
W spisie właścicieli ziemskich z 1783 r. wymienia się miejscowość Łęk, attencyję starostwa nurskiego, zarządzanego przez starostę Lanckorońskiego. Na mapie województwa podlaskiego z 1795 roku wyszczególniono miejsce zwane Przewóz Lęg.
Łęg, z racji położenia, spełniał różne funkcje gospodarcze:
- był tutaj postój przy brodzie przez rzekę
- na początku XIX wieku istniał magazyn solny i zakład bednarski. W tym czasie mieszkał tu Tomasz Rybicki. W archiwum w Lublinie zachowały się akta Rządu Gubernialnego Podlaskiego, w których można odnaleźć dane o stróżu i bednarzu Rybickim przy składzie solnym w Łęgu koło Nura.

W roku 1827 we wsi 1 dom i 10 mieszkańców.
W roku 1921 Nurski Łęg liczył 11 domów i 82 mieszkańców.